# Танмер, Гай
Персиваль Гай Танмер (англ. Percival Guy Tunmer, 1 декабря 1948 года, Фриксбург — 22 июня 1999 года, Йоханнесбург) — южноафриканский автогонщик, участник чемпионата мира по автогонкам в классе Формула-1.

## Биография
Гонщик-любитель, стартовавший в гонках кузовных автомобилей вместе со своим братом Дереком. В 1973 году перешёл в автогонки формул, участвовал в гонках на автомобиле «Марч-722». В 1975 году соревновался в южноафриканском чемпионате «Формулы-1», одержал победу на этапе в Килларни, стартовал в Европе в гонке «1000 километров Монцы», а также принял участие в Гран-при ЮАР чемпионата мира «Формулы-1» в составе местной команды «Тим Ганстон», занял 11 место на финише гонки. В следующем году перешёл в «Формулу-Атлантик», где стартовал на автомобиле «Шеврон-B34». Умер в 1999 году от травм, полученных в дорожной мотоциклетной аварии.

#### Юность и начало карьеры
Персиваль Гай Танмер родился 1 декабря 1948 года в городе Фиксбург провинции Трансвааль Южной Африканской Республики. В автоспорте стал известен под именем Гай Танмер. Путь в мир автоспорта Гай начал с участия в любительских соревнованиях за рулем своего Mini в конце 1960-х годов на пару со своим братом. Увлечение привело будущего гонщика в большой спорт, с 1970-х годов он начал выступать в автогонках на территории ЮАР на профессиональной основе.
В 1973 году к Гаю приходит первый крупный успех — совместно с Роджером Хэвенсом южноафриканец становится победителем в гонке «3 часа Луанды». Годом ранее молодой автогонщик уже начал принимать участие в гонках Южноафриканского чемпионата Формулы 2.

#### Карьера в Формуле 1
Победив Южноафриканский национальный чемпионат Формулы 2 в 1974 году на Chevron B25, Танмер в этом же году подписывает контракт с одной из ведущих гоночных команд Формулы 1 Южной Африки — Team Gunston. В следующем году Гай принимает участие в соревнованиях на Гран При Южной Африки 1975 года. На гонке в Кьялами он участвовал на старом Lotus 72E и занял предпоследнее место в квалификации, но к концу гонки ценой неимоверных усилий и выдержки финишировал 11-м из 19.
В том же году из-за забастовки гонщиков на Гран При Испании Берни Экклстоун предложил Гаю Танмеру занять место одного из пилотов, однако вернувшись из гостиницы с шлемом и комбинезоном, был огорчен — забастовка кончилась. 1975-й год Гай закончил с бронзой в Южноафриканском чемпионате, одержав победу на трассе Килларни. Эта победа стала первой и последней в карьере Ф1 Гая Танмера. Последующие выступления этого сезона не имели особого успеха, в двух гонках не добравшись до финиша и придя к финишу 13-м в канадской Формуле-Атлантик.
В следующем 1976 году Гай стал выступать за рулем собственного Chevron B34, дважды занимая призовые места. В личном зачете Гай Танмер стал 6-м в сезоне 1976 года. В концу сезона автогонщик решает серьезно заняться бизнесом в сфере автоспорта и прекращает активную спортивную карьеру.

Вплоть до 1990-х годов он продолжает эпизодически выступать в кузовных гонках в ЮАР. В 1999 году Гай Танмер попадает в серьезную аварию на мотоцикле и 22 июня уходит из жизни от полученных травм.

## Результаты гонок в Формуле-1
| Легенда к таблице |                                                                    |
| --- | ------------------------------------------------------------------ |
| В таблице перечислены результаты всех Гран-при Формулы-1, в которых принимал участие гонщик. Строками таблицы являются сезоны, столбцами — этапы чемпионата мира. В каждой клетке указаны сокращённое название этапа и результат, дополнительно обозначенный цветом. Расшифровка обозначений и цветов представлена в нижеследующей таблице. |                                                                    |
| \| Пример \| Описание \| \| ------------ \| ------------------------------------------------------------------ \| \| 1 \| Победитель \| \| 2 \| Второе место \| \| 3 \| Третье место \| \| 5 \| Финишировал, заработав очки \| \| Сход \| Не финишировал, но при этом заработал очки \| \| 12 \| Финишировал, не получив очков \| \| НКЛ \| Финишировал, но не попал в финальную классификацию \| \| 15 \| Участвовал вне зачёта, либо по отдельной классификации \| \| 18 \| Не финишировал, но попал в финальную классификацию \| \| Сход \| Не финишировал \| \| НКВ \| Не прошёл квалификацию \| \| НПКВ \| Не прошёл предквалификацию \| \| ДСК \| Дисквалифицирован \| \| ИСК \| Исключён из протокола соревнований \| \| ТТ \| Заявлен для участия только в тренировках \| \| НС \| Участвовал в квалификации, но не стартовал в гонке \| \| Т \| Травмирован или болен \| \| ОТК \| Отказ от участия \| \| НТР \| Прибыл на соревнования, но на трассу не выезжал \| \| НПР \| Был заявлен в числе участников, но не прибыл к началу соревнований \| \| О \| Соревнования отменены \| \| \| Не участвовал \| \| Поул-позиция \| \| \| Быстрый круг \| \| |                                                                    |
| Пример | Описание                                                           |
| 1 | Победитель                                                         |
| 2 | Второе место                                                       |
| 3 | Третье место                                                       |
| 5 | Финишировал, заработав очки                                        |
| Сход | Не финишировал, но при этом заработал очки                         |
| 12 | Финишировал, не получив очков                                      |
| НКЛ | Финишировал, но не попал в финальную классификацию                 |
| 15 | Участвовал вне зачёта, либо по отдельной классификации             |
| 18 | Не финишировал, но попал в финальную классификацию                 |
| Сход | Не финишировал                                                     |
| НКВ | Не прошёл квалификацию                                             |
| НПКВ | Не прошёл предквалификацию                                         |
| ДСК | Дисквалифицирован                                                  |
| ИСК | Исключён из протокола соревнований                                 |
| ТТ | Заявлен для участия только в тренировках                           |
| НС | Участвовал в квалификации, но не стартовал в гонке                 |
| Т | Травмирован или болен                                              |
| ОТК | Отказ от участия                                                   |
| НТР | Прибыл на соревнования, но на трассу не выезжал                    |
| НПР | Был заявлен в числе участников, но не прибыл к началу соревнований |
| О | Соревнования отменены                                              |
| | Не участвовал                                                      |
| Поул-позиция |                                                                    |
| Быстрый круг |                                                                    |

| Год  | Команда      | Шасси    | Двигатель | 1   | 2   | 3      | 4   | 5   | 6   | 7   | 8   | 9   | 10  | 11  | 12  | 13  | 14  | Место | Очки |
| ---- | ------------ | -------- | --------- | --- | --- | ------ | --- | --- | --- | --- | --- | --- | --- | --- | --- | --- | --- | ----- | ---- |
| 1975 | Team Gunston | Lotus 72 | Косворт   | АРГ | БРА | ЮАР 11 | ИСП | МОН | БЕЛ | ШВЕ | НИД | ФРА | ВЕЛ | ГЕР | АВТ | ИТА | США | -     | 0    |